# Zoophthora autumnalis
Zoophthora autumnalis är en svampart som beskrevs av Balazy 1993. Zoophthora autumnalis ingår i släktet Zoophthora och familjen Entomophthoraceae.   Inga underarter finns listade i Catalogue of Life.